# فهرست منابع غذایی دارای کلسترول
فهرست زیر شامل مقدار کلسترول درون منابع غذایی در گوشت و اعضای خوراکی در ردهٔ گاو، گوساله، بره، مرغ، ماکیان (به غیر از مرغ)، آبزیان و همچنین گروه‌های روغن و چربی، لبنیات و مواد غیرلبنی مشابه، تخم ماکیان و نان می‌باشد. مقادیر واقعی کلسترول در مواد غذایی همانند پنیر یا نان که در کارخانه‌های مختلف یا مشاغل مرتبط در سراسر جهان تولید می‌شود، به دلیل پارامترهای تأثیرگذار متغیر در تولید محصول، احتمال دارد دارای مغایرت‌های قابل توجهی با مقادیر ذکر شده در جدول باشند. مقادیر موجود در جداول بر اساس زیاد به کم فهرست‌بندی شده‌است.
جداول زیر دارای داده‌های متغیر می‌باشد، بدین مفهوم که با گذر زمان ممکن است داده‌هایی به جدول گروه مواد خوراکی، اضافه شده یا حذف گردد لذا در هیچ زمانی نمی‌توان این مقاله را یک مقاله کامل شده قلمداد کرد.

## گاو

برش گوشت گاو در آمریکا

| ماده غذایی (۱۰۰ گرم)                                                                       | کلسترول (میلی‌گرم) |
| ------------------------------------------------------------------------------------------ | ----------------- |
| مغز، پخته به روش آرام‌پز                                                                    | ۳۱۰۰              |
| مغز، پخته به روش سرخ‌شده در تابه                                                            | ۱۹۹۵              |
| قلوه، پخته به روش آرام‌پز                                                                   | ۷۱۶               |
| جگر، پخته به روش تفت‌آب‌پزی                                                                  | ۳۹۶               |
| جگر، پخته به روش سرخ‌شده در تابه                                                            | ۳۸۱               |
| جگر سفید، پخته به روش تفت‌آب‌پزی                                                             | ۲۷۷               |
| دل، پخته به روش آرام‌پز                                                                     | ۲۱۲               |
| زبان، پخته به روش آرام‌پز                                                                   | ۱۳۲               |
| بالاران، قسمت پایین، استیک، با چربی قابل دید، تمام گریدها، پخته به روش تفت‌آب‌پزی            | ۹۵                |
| دنده، دنده‌های کوتاه، با چربی قابل دید، پخته به روش تفت‌آب‌پزی                                | ۹۴                |
| دنده، دنده‌های کوتاه، بدون چربی قابل دید، پخته به روش تفت‌آب‌پزی                              | ۹۳                |
| گردن، زیر کتف، بدون استخوان، با چربی قابل دید، تمام گریدها، پخته به روش کبابی گریل شده     | ۹۳                |
| سرسینه کامل، با چربی قابل دید، تمام گریدها، پخته به روش تفت‌آب‌پزی                           | ۹۳                |
| سرسینه کامل، بدون چربی قابل دید، تمام گریدها، پخته به روش تفت‌آب‌پزی                         | ۹۳                |
| بالاران، قسمت پایین، استیک، بدون چربی قابل دید، تمام گریدها، پخته به روش تفت‌آب‌پزی          | ۹۳                |
| کمر، استیک فیله، بدون استخوان، با چربی قابل دید، تمام گریدها، پخته به روش کبابی گریل شده   | ۹۳                |
| کمر، استیک فیله، بدون استخوان، بدون چربی قابل دید، تمام گریدها، پخته به روش کبابی گریل شده | ۹۳                |
| چرخکرده، فرم همبرگری، ۷۰ درصد گوشت ۳۰ درصد چربی، پخته با حرارت مستقیم                      | ۸۸                |
| تاپ سیرلوین، استیک، با چربی قابل دید، پخته با حرارت مستقیم                                 | ۸۸                |
| تاپ سیرلوین، استیک، بدون چربی قابل دید، پخته با حرارت مستقیم                               | ۸۲                |
| قلوه‌گاه، استیک، با چربی قابل دید، پخته با حرارت مستقیم                                     | ۸۱                |
| بالاران، قسمت پایین، با چربی قابل دید، تمام گریدها، پخته به روش برشته‌پزی                   | ۷۹                |
| بالاران، قسمت پایین، بدون چربی قابل دید، تمام گریدها، پخته به روش برشته‌پزی                 | ۷۷                |
| قلوه‌گاه، استیک، بدون چربی قابل دید، پخته با حرارت مستقیم                                   | ۷۶                |
| قلوه‌گاه، استیک، با چربی قابل دید، پخته به روش تفت‌آب‌پزی                                     | ۷۲                |
| قلوه‌گاه، استیک، بدون چربی قابل دید، پخته به روش تفت‌آب‌پزی                                   | ۷۱                |

## گوساله
| ماده غذایی (۱۰۰ گرم)                                                                  | کلسترول (میلی‌گرم) |
| ------------------------------------------------------------------------------------- | ----------------- |
| مغز، پخته به روش تفت‌آب‌پزی                                                             | ۳۱۰۰              |
| مغز، پخته به روش سرخ‌شده در تابه                                                       | ۲۱۲۰              |
| قلوه، پخته به روش تفت‌آب‌پزی                                                            | ۷۹۱               |
| جگر، پخته به روش تفت‌آب‌پزی                                                             | ۵۱۱               |
| جگر، پخته به روش سرخ‌شده در تابه                                                       | ۴۸۵               |
| جگر سفید، پخته به روش تفت‌آب‌پزی                                                        | ۲۶۳               |
| زبان، پخته به روش تفت‌آب‌پزی                                                            | ۲۳۸               |
| دل، پخته به روش تفت‌آب‌پزی                                                              | ۱۷۶               |
| شانه، کتف، بدون چربی قابل دید، پخته به روش تفت‌آب‌پزی                                   | ۱۵۸               |
| شانه، بازو، بدون چربی قابل دید، پخته به روش تفت‌آب‌پزی                                  | ۱۵۵               |
| شانه، کتف، با چربی قابل دید، پخته به روش تفت‌آب‌پزی                                     | ۱۵۳               |
| شانه، بازو، با چربی قابل دید، پخته به روش تفت‌آب‌پزی                                    | ۱۴۸               |
| دنده، بدون چربی قابل دید، پخته به روش تفت‌آب‌پزی                                        | ۱۴۴               |
| دنده، با چربی قابل دید، پخته به روش تفت‌آب‌پزی                                          | ۱۳۹               |
| پا (بخش داخلی پای عقب)، بدون چربی قابل دید، پخته به روش تفت‌آب‌پزی                      | ۱۳۵               |
| پا (بخش داخلی پای عقب)، با چربی قابل دید، پخته به روش تفت‌آب‌پزی                        | ۱۳۴               |
| شانه کامل (بازو و کتف)، بدون چربی قابل دید، پخته به روش تفت‌آب‌پزی                      | ۱۳۰               |
| شانه کامل (بازو و کتف)، باچربی قابل دید، پخته به روش تفت‌آب‌پزی                         | ۱۲۶               |
| ماهیچه (جلو و عقب)، بدون چربی قابل دید، پخته به روش تفت‌آب‌پزی                          | ۱۲۶               |
| کمر، بدون چربی قابل دید، پخته به روش تفت‌آب‌پزی                                         | ۱۲۵               |
| ماهیچه (جلو و عقب)، با چربی قابل دید، پخته به روش تفت‌آب‌پزی                            | ۱۲۴               |
| شانه، کتف، بدون چربی قابل دید، پخته به روش برشته‌پزی                                   | ۱۱۹               |
| کمر، با چربی قابل دید، پخته به روش تفت‌آب‌پزی                                           | ۱۱۸               |
| شانه، کتف، با چربی قابل دید، پخته به روش برشته‌پزی                                     | ۱۱۷               |
| سینه کامل، بدون استخوان، بدون چربی قابل دید، پخته به روش تفت‌آب‌پزی                     | ۱۱۶               |
| دنده، بدون چربی قابل دید، پخته به روش برشته‌پزی                                        | ۱۱۵               |
| شانه کامل (بازو و کتف)، بدون چربی قابل دید، پخته به روش برشته‌پزی                      | ۱۱۴               |
| راسته، بدون چربی قابل دید، پخته به روش تفت‌آب‌پزی                                       | ۱۱۳               |
| سینه کامل، بدون استخوان، با چربی قابل دید، پخته به روش تفت‌آب‌پزی                       | ۱۱۳               |
| شانه کامل (بازو و کتف)، با چربی قابل دید، پخته به روش برشته‌پزی                        | ۱۱۳               |
| دنده، با چربی قابل دید، پخته به روش برشته‌پزی                                          | ۱۱۰               |
| شانه، بازو، بدون چربی قابل دید، پخته به روش برشته‌پزی                                  | ۱۰۹               |
| راسته، با چربی قابل دید، پخته به روش تفت‌آب‌پزی                                         | ۱۰۸               |
| شانه، بازو، با چربی قابل دید، پخته به روش برشته‌پزی                                    | ۱۰۸               |
| پا (بخش داخلی پای عقب)، بدون چربی قابل دید، پخته به روش سرخ شده در تابه (سوخاری نشده) | ۱۰۷               |
| کمر، بدون چربی قابل دید، پخته به روش برشته‌پزی                                         | ۱۰۶               |
| پا (بخش داخلی پای عقب)، با چربی قابل دید، پخته به روش سرخ شده در تابه (سوخاری نشده)   | ۱۰۵               |
| راسته، بدون چربی قابل دید، پخته به روش برشته‌پزی                                       | ۱۰۴               |
| پا (بخش داخلی پای عقب)، با چربی قابل دید، پخته به روش برشته‌پزی                        | ۱۰۳               |
| پا (بخش داخلی پای عقب)، بدون چربی قابل دید، پخته به روش برشته‌پزی                      | ۱۰۳               |
| کمر، با چربی قابل دید، پخته به روش برشته‌پزی                                           | ۱۰۳               |
| چرخکرده، پخته با حرارت مستقیم                                                         | ۱۰۳               |
| راسته، با چربی قابل دید، پخته به روش برشته‌پزی                                         | ۱۰۲               |

## بره

برش گوشت گوسفند در بریتانیا

| ماده غذایی (۱۰۰ گرم)                                                              | کلسترول (میلی‌گرم) |
| --------------------------------------------------------------------------------- | ----------------- |
| مغز، سرخ‌شده در تابه                                                               | ۲۵۰۴              |
| مغز، پخته به روش تفت‌آب‌پزی                                                         | ۲۰۴۳              |
| قلوه، پخته به روش تفت‌آب‌پزی                                                        | ۵۶۵               |
| جگر، پخته به روش تفت‌آب‌پزی                                                         | ۵۰۱               |
| جگر، سرخ‌شده در تابه                                                               | ۴۹۳               |
| جگر سفید، پخته به روش تفت‌آب‌پزی                                                    | ۲۸۴               |
| دل، پخته به روش تفت‌آب‌پزی                                                          | ۲۴۹               |
| زبان، پخته به روش تفت‌آب‌پزی                                                        | ۱۸۹               |
| شانه، بازو، بدون چربی قابل دید، پخته به روش تفت‌آب‌پزی                              | ۱۲۱               |
| شانه، بازو، با چربی قابل دید، پخته به روش تفت‌آب‌پزی                                | ۱۲۰               |
| شانه، کتف، بدون چربی قابل دید، پخته به روش تفت‌آب‌پزی                               | ۱۱۷               |
| شانه کامل، بدون چربی قابل دید، پخته به روش تفت‌آب‌پزی                               | ۱۱۷               |
| شانه، کتف، با چربی قابل دید، پخته به روش تفت‌آب‌پزی                                 | ۱۱۶               |
| شانه کامل، با چربی قابل دید، پخته به روش تفت‌آب‌پزی                                 | ۱۱۶               |
| تکه مکعبی برای خورش یا کباب (پا و شانه)، بدون چربی قابل دید، پخته به روش تفت‌آب‌پزی | ۱۰۸               |
| ران پای جلو، با چربی قابل دید، پخته به روش تفت‌آب‌پزی                               | ۱۰۶               |
| ران پای جلو، بدون چربی قابل دید، پخته به روش تفت‌آب‌پزی                             | ۱۰۴               |
| کمر، با چربی قابل دید، پخته با حرارت مستقیم                                       | ۱۰۰               |
| دنده، با چربی قابل دید، پخته با حرارت مستقیم                                      | ۹۹                |
| دنده، با چربی قابل دید، پخته به روش برشته‌پزی                                      | ۹۷                |
| شانه کامل، با چربی قابل دید، پخته با حرارت مستقیم                                 | ۹۷                |
| چرخکرده، پخته با حرارت مستقیم                                                     | ۹۷                |
| شانه، بازو، با چربی قابل دید، پخته با حرارت مستقیم                                | ۹۶                |
| کمر، بدون چربی قابل دید، پخته با حرارت مستقیم                                     | ۹۵                |
| کمر، با چربی قابل دید، پخته به روش برشته‌پزی                                       | ۹۵                |
| شانه، کتف، با چربی قابل دید، پخته با حرارت مستقیم                                 | ۹۵                |
| پا کامل (ران پای جلو و راسته)، با چربی قابل دید، پخته به روش برشته‌پزی             | ۹۳                |
| شانه کامل (بازو و کتف)، بدون چربی قابل دید، پخته با حرارت مستقیم                  | ۹۳                |
| شانه کامل (کتف و بازو)، با چربی قابل دید، پخته به روش برشته‌پزی                    | ۹۲                |
| شانه، بازو، بدون چربی قابل دید، پخته با حرارت مستقیم                              | ۹۲                |
| شانه، بازو، با چربی قابل دید، پخته به روش برشته‌پزی                                | ۹۲                |
| شانه، کتف، با چربی قابل دید، پخته به روش برشته‌پزی                                 | ۹۲                |
| شانه، کتف، بدون چربی قابل دید، پخته با حرارت مستقیم                               | ۹۱                |
| دنده، بدون چربی قابل دید، پخته با حرارت مستقیم                                    | ۹۱                |
| تکه مکعبی برای خورش یا کباب (پا و شانه)، بدون چربی قابل دید، پخته با حرارت مستقیم | ۹۰                |
| پا کامل (ران پای جلو و راسته)، بدون چربی قابل دید، پخته به روش برشته‌پزی           | ۸۹                |
| دنده، بدون چربی قابل دید، پخته به روش برشته‌پزی                                    | ۸۸                |
| شانه، کتف، بدون چربی قابل دید، پخته به روش برشته‌پزی                               | ۸۷                |
| کمر، بدون چربی قابل دید، پخته به روش برشته‌پزی                                     | ۸۷                |
| شانه کامل (کتف و بازو)، بدون چربی قابل دید، پخته به روش برشته‌پزی                  | ۸۷                |
| شانه، بازو، بدون چربی قابل دید، پخته به روش برشته‌پزی                              | ۸۶                |

## مرغ

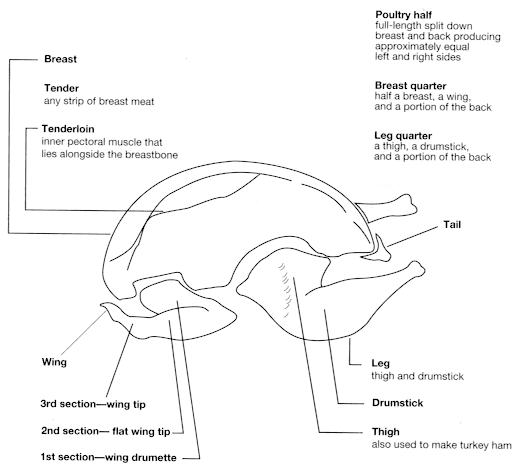
تقسیم‌بندی برش گوشت ماکیان طبق شیوه وزارت کشاورزی ایالات متحده آمریکا

| ماده غذایی (۱۰۰ گرم)                                                                   | کلسترول (میلی‌گرم) |
| -------------------------------------------------------------------------------------- | ----------------- |
| جگر، آرام‌پز                                                                            | ۵۶۳               |
| سنگدان، آرام‌پز                                                                         | ۳۷۰               |
| دل، آرام‌پز                                                                             | ۲۴۲               |
| بال با پوست، جوجه گوشتی یا مرغ جوان مناسب سرخ کردن، پخته به روش برشته‌پزی               | ۱۴۱               |
| مغز ران با پوست، جوجه گوشتی یا مرغ جوان مناسب سرخ کردن، پخته به روش برشته‌پزی           | ۱۳۳               |
| مغز ران، فقط گوشت، جوجه گوشتی یا مرغ جوان مناسب سرخ کردن، پخته به روش برشته‌پزی         | ۱۳۳               |
| ساق ران با پوست، جوجه گوشتی یا مرغ جوان مناسب سرخ کردن، پخته به روش برشته‌پزی           | ۱۳۰               |
| ران کامل، فقط گوشت، جوجه گوشتی یا مرغ جوان مناسب سرخ کردن، پخته به روش برشته‌پزی        | ۱۲۸               |
| ران کامل با پوست، جوجه گوشتی یا مرغ جوان مناسب سرخ کردن، پخته به روش برشته‌پزی          | ۱۲۷               |
| مغز ران، فقط گوشت، جوجه گوشتی یا مرغ جوان مناسب سرخ کردن، پخته، سرخ شده                | ۱۰۲               |
| ران کامل، فقط گوشت، جوجه گوشتی یا مرغ جوان مناسب سرخ کردن، پخته، سرخ شده               | ۹۹                |
| مغز ران با پوست، جوجه گوشتی یا مرغ جوان مناسب سرخ کردن، پخته، سرخ شده با روکش آرد      | ۹۷                |
| ران کامل با پوست، جوجه گوشتی یا مرغ جوان مناسب سرخ کردن، پخته، سرخ شده با روکش آرد     | ۹۴                |
| مغز ران با پوست، جوجه گوشتی یا مرغ جوان مناسب سرخ کردن، پخته، سرخ شده با روکش خمیرابه  | ۹۳                |
| سینه، فقط گوشت، جوجه گوشتی یا مرغ جوان مناسب سرخ کردن، پخته، سرخ‌شده                    | ۹۱                |
| ساق ران با پوست، جوجه گوشتی یا مرغ جوان مناسب سرخ کردن، پخته، سرخ شده با روکش آرد      | ۹۰                |
| ران کامل با پوست، جوجه گوشتی یا مرغ جوان مناسب سرخ کردن، پخته، سرخ شده با روکش خمیرابه | ۹۰                |
| مغز ران، فقط گوشت، جوجه گوشتی یا مرغ جوان مناسب سرخ کردن، پخته به روش خورش             | ۹۰                |
| ران کامل، فقط گوشت، جوجه گوشتی یا مرغ جوان مناسب سرخ کردن، پخته به روش خورش            | ۸۹                |
| سینه با پوست، جوجه گوشتی یا مرغ جوان مناسب سرخ کردن، پخته، سرخ شده با روکش آرد         | ۸۹                |
| سینه، فقط گوشت، جوجه گوشتی، پخته به روش باربیکیو با جوجه‌گردان                          | ۸۶                |
| ساق ران با پوست، جوجه گوشتی یا مرغ جوان مناسب سرخ کردن، پخته، سرخ شده با روکش خمیرابه  | ۸۶                |
| سینه با پوست، جوجه گوشتی یا مرغ جوان مناسب سرخ کردن، پخته، سرخ شده با روکش خمیرابه     | ۸۵                |
| سینه، فقط گوشت، جوجه گوشتی یا مرغ جوان مناسب سرخ کردن، پخته به روش برشته‌پزی            | ۸۵                |
| بال، فقط گوشت، جوجه گوشتی یا مرغ جوان مناسب سرخ کردن، پخته به روش برشته‌پزی             | ۸۵                |
| مغز ران با پوست، جوجه گوشتی یا مرغ جوان مناسب سرخ کردن، پخته به روش خورش               | ۸۴                |
| ران کامل با پوست، جوجه گوشتی یا مرغ جوان مناسب سرخ کردن، پخته به روش خورش              | ۸۴                |
| بال، فقط گوشت، جوجه گوشتی یا مرغ جوان مناسب سرخ کردن، پخته، سرخ شده                    | ۸۴                |
| ساق ران با پوست، جوجه گوشتی یا مرغ جوان مناسب سرخ کردن، پخته به روش خورش               | ۸۳                |
| بال با پوست، جوجه گوشتی یا مرغ جوان مناسب سرخ کردن، پخته، سرخ شده با روکش آرد          | ۸۱                |
| بال با پوست، جوجه گوشتی یا مرغ جوان مناسب سرخ کردن، پخته، سرخ شده با روکش خمیرابه      | ۷۹                |
| سینه، فقط گوشت، جوجه گوشتی یا مرغ جوان مناسب سرخ کردن، پخته به روش خورش                | ۷۷                |
| سینه با پوست، جوجه گوشتی یا مرغ جوان مناسب سرخ کردن، پخته به روش خورش                  | ۷۵                |
| بال با پوست، جوجه گوشتی یا مرغ جوان مناسب سرخ کردن، پخته به روش خورش                   | ۷۰                |

## ماکیان (به غیر از مرغ)
| ماده غذایی (۱۰۰ گرم)                             | کلسترول (میلی‌گرم) |
| ------------------------------------------------ | ----------------- |
| بوقلمون، جگر، پخته به روش آرام‌پز                 | ۶۴۸               |
| بوقلمون، سنگدان، پخته به روش آرام‌پز              | ۴۵۲               |
| بوقلمون، دل، پخته به روش آرام‌پز                  | ۳۵۹               |
| شترمرغ، قسمت استریپ (strip) داخلی، پخته          | ۹۷                |
| غاز اهلی، گوشت، پخته به روش برشته‌پزی             | ۹۶                |
| شترمرغ، قسمت استریپ بیرونی، پخته                 | ۹۳                |
| بوقلمون، چرخ‌کرده، پخته                           | ۹۳                |
| شترمرغ، قسمت تاپ لوین، پخته                      | ۹۳                |
| غاز اهلی، گوشت و پوست، پخته به روش برشته‌پزی      | ۹۱                |
| شترمرغ، قسمت صدفی، پخته                          | ۹۰                |
| مرغابی اهلی، گوشت، پخته به روش برشته‌پزی          | ۸۹                |
| قرقاول، پخته                                     | ۸۹                |
| بلدرچین                                          | ۸۶                |
| شترمرغ، قسمت تیپ (tip) با حذف چربی‌ها، پخته       | ۸۵                |
| بوقلمون، پا، گوشت و پوست، پخته به روش برشته‌پزی   | ۸۵                |
| مرغابی اهلی، گوشت و پوست، پخته به روش برشته‌پزی   | ۸۴                |
| بوقلمون، بال، گوشت و پوست، پخته به روش برشته‌پزی  | ۸۱                |
| بوقلمون، گوشت سفید، پخته به روش برشته‌پزی         | ۸۰                |
| بوقلمون، سینه، گوشت و پوست، پخته به روش برشته‌پزی | ۷۴                |
| شترمرغ، قسمت داخلی پا، پخته                      | ۷۳                |

## آبزیان
| ماده غذایی (۱۰۰ گرم)                                    | کلسترول (میلی‌گرم) |
| ------------------------------------------------------- | ----------------- |
| خاویار، سیاه و قرمز، دانه‌دانه                           | ۵۸۸               |
| میگو، پخته تحت حرارت مرطوب، با ادویه مخلوط شده          | ۲۱۱               |
| لابستر شمالی، پخته تحت حرارت مرطوب                      | ۱۴۶               |
| ساردین آتلانتیک، کنسرو در روغن، بااستخوان               | ۱۴۲               |
| خارماهی نواری، پخته تحت حرارت خشک                       | ۱۰۳               |
| ذغال ماهی آتلانتیک، پخته تحت حرارت خشک                  | ۹۱                |
| سیمین‌ماهی رنگین‌کمان، پخته تحت حرارت خشک                 | ۹۰                |
| سالمون جویبار، پخته تحت حرارت خشک                       | ۸۵                |
| شوریده اطلسی، سرخ شده با لایه آرد                       | ۸۴                |
| کپور، پخته تحت حرارت خشک                                | ۸۴                |
| صدف چروک شرقی، وحشی (غیر پرورشی)، پخته تحت حرارت مرطوب  | ۷۹                |
| شمشیرماهی، پخته تحت حرارت خشک                           | ۷۸                |
| خاویاری، پخته تحت حرارت خشک، با ادویه مخلوط شده         | ۷۷                |
| شاه‌ماهی اطلسی، پخته تحت حرارت خشک                       | ۷۷                |
| خرچنگ دانجنس، پخته تحت حرارت مرطوب                      | ۷۶                |
| ماهی خال‌خالی، پخته تحت حرارت خشک                        | ۷۵                |
| خرچنگ کوئین (queen)، پخته تحت حرارت مرطوب               | ۷۱                |
| سالمون آتلانتیک، وحشی (غیر پرورشی)، پخته تحت حرارت خشک  | ۷۱                |
| قزل‌آلای رنگین‌کمان پرورشی، پخته تحت حرارت خشک            | ۷۰                |
| قزل‌آلای رنگین‌کمان وحشی (غیر پرورشی)، پخته تحت حرارت خشک | ۶۹                |
| صدف دوکفه‌ای، پخته تحت حرارت مرطوب، با ادویه مخلوط شده   | ۶۷                |
| خوش‌گوشت، پخته تحت حرارت خشک                             | ۶۷                |
| روغن‌ماهی کوچک، پخته تحت حرارت خشک                       | ۶۶                |
| حلزون خام                                               | ۶۵                |
| کاشی‌ماهی، پخته تحت حرارت خشک                            | ۶۴                |
| کفال راه‌راه (کفال خاکستری)، پخته تحت حرارت خشک          | ۶۳                |
| شبدیزماهی، پخته تحت حرارت خشک                           | ۶۳                |
| سالمون آتلانتیک، پرورشی، پخته تحت حرارت خشک             | ۶۳                |
| سالمون کوهو پرورشی، پخته تحت حرارت خشک                  | ۶۳                |
| صدف چروک شرقی، وحشی (غیر پرورشی)، پخته تحت حرارت خشک    | ۶۲                |
| هوور مسقطی، پخته تحت حرارت خشک                          | ۶۰                |
| لوزی‌ماهی اطلس، پخته تحت حرارت خشک                       | ۶۰                |
| سالمون کوهو، وحشی (غیر پرورشی)، پخته تحت حرارت مرطوب    | ۵۷                |
| تیلاپیا، پخته تحت حرارت خشک                             | ۵۷                |
| کفشک‌ماهی (گونه‌های کفشک و ماهی حلوا)، پخته تحت حرارت خشک | ۵۶                |
| سالمون کوهو وحشی (غیر پرورشی)، پخته تحت حرارت خشک       | ۵۵                |
| سالمون صورتی، پخته تحت حرارت خشک                        | ۵۵                |
| کاد آتلانتیک، پخته تحت حرارت خشک                        | ۵۵                |
| خرچنگ آلاسکا کینگ (Alaska king)، پخته تحت حرارت مرطوب   | ۵۳                |
| اردک‌ماهی شمالی، پخته تحت حرارت خشک                      | ۵۰                |
| تن باله آبی، پخته تحت حرارت خشک                         | ۴۹                |
| هامور، پخته تحت حرارت خشک، با ادویه مخلوط شده           | ۴۷                |
| سرخو، با ادویه مخلوط شده، پخته تحت حرارت خشک            | ۴۷                |
| تن زرد باله، پخته تحت حرارت خشک                         | ۴۷                |
| صدف چروک شرقی، پرورشی، پخته تحت حرارت خشک               | ۳۸                |
| تن، سفید، کنسرو شده در روغن                             | ۳۱                |
| تن نوع لایت، کنسرو شده در روغن                          | ۱۸                |

## روغن و چربی
| ماده غذایی (۱۰۰ گرم) | کلسترول (میلی‌گرم) |
| -------------------- | ----------------- |
| روغن شاه‌ماهی         | ۷۶۶               |
| روغن ماهی ساردین     | ۷۱۰               |
| روغن جگر ماهی        | ۵۷۰               |
| روغن ماهی سالمون     | ۴۸۵               |
| پیه گاو              | ۱۰۹               |
| پیه گوسفند           | ۱۰۲               |
| چربی خوک             | ۹۵                |
| چربی مرغ             | ۸۵                |

## لبنیات و مواد غیرلبنی مشابه
| ماده غذایی (۱۰۰ گرم)                                                   | کلسترول (میلی‌گرم) |
| ---------------------------------------------------------------------- | ----------------- |
| کره دارای نمک                                                          | ۲۱۵               |
| کره بی نمک                                                             | ۲۱۵               |
| پنیر گودا                                                              | ۱۱۴               |
| پنیر رومانو                                                            | ۱۰۴               |
| پنیر خامه‌ای                                                            | ۱۰۱               |
| پنیر آمریکایی پاستوریزه بدون ویتامین دی افزودنی                        | ۱۰۰               |
| پنیر چدار                                                              | ۹۹                |
| شیر کامل، خشک (پودر)، بدون افرودنی ویتامین دی                          | ۹۷                |
| شیر کامل، خشک (پودر)، غنی شده با ویتامین دی                            | ۹۷                |
| پنیر سوئیسی                                                            | ۹۳                |
| پنیر زیره                                                              | ۹۳                |
| پنیر سوئیسی کم سدیم                                                    | ۹۲                |
| پنیر ادامر                                                             | ۸۹                |
| پنیر فتا                                                               | ۸۹                |
| پنیر پارمسان رنده شده                                                  | ۸۶                |
| پنیر پارمسان کم سدیم                                                   | ۷۹                |
| پنیر موتزارلا تهیه شده با شیر کامل                                     | ۷۹                |
| بلوچیز                                                                 | ۷۵                |
| پنیر کامامبر                                                           | ۷۲                |
| پنیر پارمسان سفت                                                       | ۶۸                |
| خامه ترش، پرورشی                                                       | ۵۹                |
| پنیر ریکوتا، تهیه شده با شیر کامل                                      | ۴۹                |
| بستنی وانیلی                                                           | ۴۴                |
| خامه ترش، لایت                                                         | ۳۵                |
| پنیر آمریکایی پاستوریزه کم‌چرب                                          | ۳۵                |
| پنیر سوئیسی کم چرب                                                     | ۳۵                |
| بستنی شکلاتی                                                           | ۳۴                |
| بستنی توت‌فرنگی                                                         | ۲۹                |
| شیر گوسفند                                                             | ۲۷                |
| پنیر آمریکایی بی‌چرب                                                    | ۲۶                |
| شیر بدون چربی، خشک (پودر)، معمولی، بدون افرودنی ویتامین آ و دی         | ۲۰                |
| شیر گاومیش هندی                                                        | ۱۹                |
| شیر بدون چربی، خشک (پودر)، فوری (instant)، بدون افرودنی ویتامین آ و دی | ۱۸                |
| پنیر موتزارلا، بدون چربی                                               | ۱۸                |
| پنیر کوتاژ خامه‌ای                                                      | ۱۷                |
| شیر انسان                                                              | ۱۴                |
| شیر کم سدیم                                                            | ۱۴                |
| ماست یونانی تهیه شده از شیر کامل                                       | ۱۳                |
| ماست ساده، تهیه شده از شیر کامل                                        | ۱۳                |
| شیر کاکائو از شیر کامل، کارخانه‌ای، غنی شده با ویتامین آ و دی           | ۱۲                |
| پنیر کوتاژ کم‌چرب، دو درصد چربی                                         | ۱۲                |
| شیر بز، غنی شده با ویتامین دی                                          | ۱۱                |
| ماست یونانی کم چرب                                                     | ۱۰                |
| شیر با چربی کامل (۳/۲ درصد چربی)                                       | ۱۰                |
| شیر با چربی کامل (۳/۲ درصد چربی)، غنی شده با ویتامین دی                | ۱۰                |
| شیر، نوشیدنی شکلات، کاکائو داغ، خانگی                                  | ۹                 |
| شیر دو درصد چربی                                                       | ۸                 |
| شیر دو درصد چربی، غنی شده با ویتامین آ و دی                            | ۸                 |
| شیر کاکائو کم‌چرب، کارخانه‌ای، غنی شده با ویتامین آ و دی                 | ۸                 |
| آب‌پنیر شیرین، خشک شده                                                  | ۶                 |
| ماست ساده کم‌چرب                                                        | ۶                 |
| کفیر ساده کم چرب، برند لایف‌وی (LIFEWAY)                                | ۵                 |
| شیرکاکائو کم چربی، غنی شده با ویتامین آ و دی                           | ۵                 |
| شیر یک درصد چربی                                                       | ۵                 |
| شیر یک درصد چربی، غنی شده با ویتامین آ و دی                            | ۵                 |
| ماست یونانی بدون چربی                                                  | ۵                 |
| پنیر کوتاژ کم‌چرب، یک درصد چربی                                         | ۴                 |
| آب‌پنیر ترش، خشک شده                                                    | ۳                 |
| شیر بدون چربی                                                          | ۲                 |
| شیر بدون چربی، غنی شده با ویتامین آ و دی                               | ۲                 |
| ماست ساده بدون چربی                                                    | ۲                 |
| شیر کاکائو بدون چربی، غنی شده با ویتامین آ و دی                        | ۲                 |
| شیر نارگیل طبیعی (شیر چلانده شده از مایع و گوشت رنده شده نارگیل)       | ۰                 |
| شیر سویا، اورجینال و وانیلی، بدون مواد افزودنی                         | ۰                 |
| شیر کاکائو سویا، بدون مواد افزودنی                                     | ۰                 |
| مایه جایگزین خامه، لایت                                                | ۰                 |
| کره تخمه آفتابگردان، دارای نمک                                         | ۰                 |
| کره بادام، ساده، دارای نمک                                             | ۰                 |
| کره بادام زمینی، نوع نرم، دارای نمک                                    | ۰                 |
| ارده، از دانه‌های برشته شده و تفت داده شده (بیشتریت نوع مصرفی)          | ۰                 |
| کره بادام زمینی، دارای تکه‌های خرد شده ریز، دارای نمک                   | ۰                 |
| پودر جایگزین خامه                                                      | ۰                 |
| خامه نارگیل (مایع چلانده شده از گوشت رنده شده نارگیل)                  | ۰                 |
| مایه جایگزین خامه، لایت                                                | ۰                 |

## تخم ماکیان
| ماده غذایی (۱۰۰ گرم)                  | کلسترول (میلی‌گرم) |
| ------------------------------------- | ----------------- |
| زرده تخم‌مرغ، خشک شده                  | ۲۳۰۷              |
| تخم‌مرغ کامل، خشک شده                  | ۱۶۳۰              |
| زرده تخم مرغ، خام                     | ۱۰۸۵              |
| تخم بوقلمون، خام                      | ۹۳۳               |
| تخم اردک، خام                         | ۸۸۴               |
| تخم غاز، خام                          | ۸۵۲               |
| تخم بلدرچین، خام                      | ۸۴۴               |
| پودر جانشین تخم‌مرغ                    | ۵۷۲               |
| تخم‌مرغ کامل، سرخ‌شده                   | ۴۰۱               |
| تخم‌مرغ کامل، آب‌پز سفت (Hard Boiled)   | ۳۷۳               |
| تخم‌مرغ کامل، خام                      | ۳۷۲               |
| تخم‌مرغ کامل، پخته به روش تنگاب‌پز      | ۳۷۰               |
| تخم‌مرغ کامل، پخته به روش املت         | ۳۱۳               |
| تخم‌مرغ کامل، پخته به روش تخم‌مرغ هم‌زده | ۲۷۷               |
| سفیده تخم‌مرغ، خشک شده                 | ۰                 |
| سفیده تخم‌مرغ، خام                     | ۰                 |

## نان
| ماده غذایی (۱۰۰ گرم) | کلسترول (میلی‌گرم) |
| -------------------- | ----------------- |
| بیگل تخم مرغی        | ۲۴                |